# وفيات 2014

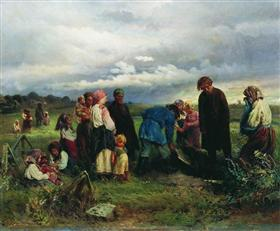

قائمة بأبرز وفيات سنة 2014.
|  |

## وفيات يناير
1
- ممدوح الليثي، 76، منتج سينمائي مصري.

4
- طارق عيسى، 22، ممثل سوري

5
- مصطفى زيتوني، 85، لاعب كرة قدم جزائري.
- أوزيبيو، 71، لاعب كرة قدم برتغالي.

9
- أميري بركة، 79، كاتب أمريكي.
- ديل مورتنسن، 74، اقتصادي أمريكي .

10
- عهد فنري، 54، ممثلة سورية.

11
- أرئيل شارون، 85، رئيس وزراء إسرائيل.

16
- هيرو أونودا، 91، جندي ياباني.

17
- محمد برهان الدين، 98، قائد إسلامي هندي.
- سيزو كاتو، 86، ممثل ياباني.

19
- محمود حامد، ؟، ممثل سوري

21
- فاروق نجيب، 73، ممثل مصري.

24
- عبد القادر البرازي، 49، لاعب كرة قدم مغربي.

26
- خوسيه إميليو باتشيكو، 74، شاعر مكسيكي.

27
- إيتشيرو ناغاي، 72، ممثل ياباني.
- بيت سيغر، 94، مغني أمريكي.

29
- فرانسوا كافانا، 90، كاتب فرنسي.

31
- زيزي البدراوي، 70، ممثلة مصرية.

## وفيات فبراير
1
- ماكسيميليان شيل، 83، ممثل نمساوي.
- لويس أراغونيس، 75، مدرب كرة قدم إسباني.

2
- فيليب سيمور هوفمان، 46، ممثل أمريكي.

4
- دينيس لوتا، 40، لاعب كرة قدم زامبي.

7
- سهير الإتربي، 75، إعلامية مصرية.

9
- سامية محسن، 81، ممثلة مصرية.

10
- شيرلي تيمبل، 85، ممثلة أمريكية.

12
- سيد سيزر، 91، ممثل أمريكي.

13
- ريتشارد مولر نيلسون، 76، لاعب ومدرب كرة قدم دنماركي.

18
- أنسي الحاج، 76، شاعر لبناني.
- بيج دادي في، 43، مصارع أمريكي.
- مافيز جالانت، 91، كاتبة كندية.

20
- رفاييل أدييجو برونو، 90، رئيس سابق لجمهورية الأوروغواي.

24
- جورج يوردانيدس، 101، ممثل مصري.

25
- ماريو كولونا، 78، لاعب كرة قدم برتغالي.
- كوينتين الياس، 39، مغني، وممثل فرنسي.
- باكو دي لوسيا، 66، عازف إسباني.

26
- ديجو نوفاك 75، لاعب كرة قدم مجري.

## وفيات مارس
5
- ليوبولدو ماريا بانيرو، 65، شاعر إسباني.

8
- لاري سكوت، 75، لاعب كمال أجسام أمريكي.

10
- جيورجيس لاميا، 80، لاعب كرة قدم فرنسي.

12
- رينيه لينس، 100، لاعب كرة قدم فرنسي.

13
- زيد بن محمد المدخلي، 76، عالم دين سعودي.

14
- توني بين، 88، سياسي بريطاني.

15
- وفيق الزعيم، 53، ممثل سوري.

20
- عبد الحميد السيد، 75، ملحن كويتي.
- بليني، 83، لاعب كرة قدم برازيلي.

21
- إغناطيوس زكا الأول عيواص، 81، بطريرك أنطاكية للسريان الأرثوذكس.

23
- أدولفو سواريث، 81، رئيس وزراء إسباني سابق.

27
- ريتشارد فراي، 94، أكاديمي أمريكي.

## وفيات أبريل
- أورس فيدمر، 75، أديب ومترجم سويسري.

3
- ماكسيمو كاخال، 73، دبلوماسي إسباني.

4
- محمد قطب، 94، كاتب إسلامي مصري.

5
- محمود سلطان، 74، إذاعي مصري.

6
- ميكي روني، 93، ممثل أمريكي

7
- فرانس فاندرلخت، 75، رجل نصراني كاثوليكي

8
- أولتيمت واريور، 54، مصارع أمريكي.
- عمانوئيل الثالث دلي، 86، كاردينال للبابا في الفاتيكان وبطريرك بابل للكلدان سابقا.
- كارلهاينز ديشنر، 89، كاتب وباحث ألماني.

10
- ريتشارد هوغرت، 95، أكاديمي بريطاني.

12
- عبد الرحمن آل رشي، 79، ممثل سوري.

14
- ليلى جمال، 70، ممثلة ومغنية مصرية.
- طارق غرير، 15، لاعب كرة قدم سوري

17
- غابرييل غارثيا ماركيث، 87، كاتب كولومبي.

18
- الحبيب بولعراس، 80، سياسي تونسي.
- ديلان تومبيديس، 20، لاعب كرة قدم أسترالي.

19
- عبد الله بن شايق، 54، شاعر سعودي.

20
- روبن كارتر، 76، ملاكم أمريكي.

24
- هانس هولاين، 80، مهندس نمساوي.
- تاديوش روجيفيتش، 92، شاعر، وكاتب بولندي.

25
- تيتو فيلانوفا، 45، لاعب كرة قدم، ومدرب إسباني.
- حمزة الشيمي، 75، ممثل مصري.

27
- فاسكو غراسا مورا، 72، كاتب وسياسي برتغالي.
- فويادين بوشكوف، 82، لاعب ومدرب كرة قدم يوغسلافي سابق.

29
- الطاهر الشايبي، 68، لاعب كرة قدم، تونس.
- بوب هوسكينز، 71، ممثل بريطاني.

## وفيات مايو
3
- غاري بيكر، 83، اقتصادي أمريكي حائز على جائزة نوبل في العلوم الاقتصادية.

4
- إيلينا بالتاتشا، 30، لاعبة تنس بريطانية.

7
- محمد ناظم الحقاني، 92، فقيه قبرصي تركي.

12
- هانز رودولف جيجر، 74، رسام، ونحات سويسري.

13
- مالك بن جلول، 36، مخرج، وكاتب سيناريو سويدي.

15
- رياض شحرور، 78، ممثل سوري.

17
- حسين الإمام، 63، ملحن وموزع وكاتب أغاني وكاتب سيناريو وحوار وممثل ومقدم برامج مصري.
- جيرالد إيدلمان، 84، عالم أحياء أمريكي حائز على جائزة نوبل في الطب.

18
- جوردون ويليز، 82، هو مصور كاميرا أمريكي.

19
- جاك برابهام ، 88، سائق فورملا 1 أسترالي .

24
- سعد هجرس، 68، كاتب وصحفي مصري .

25
- عبد العزيز الخويطر، 91، وزير سعودي.
- فويتشخ ياروزلسكي، 90، رئيس سابق لبولندا.

26
- فايزة كمال، 51، ممثلة مصرية.

27
- مفتاح بوزيد، 50، صحفي ليبي.

28
- مايا أنجيلو، 86، شاعرة وكاتبة أمريكية.
- مالكوم جليزر، 85، رجل أعمال أمريكي.
- بيير بيرنارد، 81، لاعب كرة قدم فرنسي.
- عدنان درويش، 85، كاتب ومحقق سوري.

31
- سعد الدين المراد، 83، شيخ الطريقة الشاذلية في سوريا

## وفيات يونيو
1
- فالنتين مانكين، 75، رياضي أولمبي سوفييتي سابق.
- منير الغضبان، 72، داعية سوري

2
- إيفيكا بريزيتش، 73، لاعب كرة قدم يوغسلافي صربي سابق.
- غينادي غوساروف، 77، لاعب كرة قدم سوفييتي سابق.

6
- أدو بايرو، 83، أمير كانو في نيجيريا.

8
- محمد أبو الحسن، 77، ممثل مصري.

12
- ماجد سلطان، 74، ممثل كويتي.

13
- المهدي المنجرة، 81، عالم مستقبليات مغربي.
- عبد الله كمال، 49، صحفي مصري.

15
- فتحية العسال، 81، كاتبة مصرية.

16
- وجدي الحكيم، 80، إعلامي مصري.

19
- إبراهيم بن دور، 86، رئيس سابق لجهاز الأمن العام الإسرائيلي.

20
- إبراهيم توريه، 28، لاعب كرة قدم عاجي.

22
- فؤاد عجمي، 68، أكاديمي لبناني أمريكي.

24
- إيلاي والاك، 98، ممثل أمريكي.

25
- سلوى بوقعيقيص، 51، محامية وناشطة حقوقية ليبية.
- آنا ماريا ماتوته، 88، كاتبة إسبانية.
- سوزان سلمان، 31، ممثلة سورية

27
- رشيد الصلح، 88، رئيس وزراء لبناني سابق.

## وفيات يوليو
2
- أدهم الملا، 82، ممثل سوري
- إنريكه لابو ريفوريدو، 75، حكم كرة قدم بيروفي.
- لويس زامبريني، 97، أسير حرب أمريكي.

7
- ألفريدو دي ستيفانو، 88، لاعب كرة قدم أرجنتيني إسباني سابق.
- إدوارد شيفردنادزه، 86، رئيس جورجي سابق.

13
- نادين غورديمير، 90، كاتبة جنوب أفريقية حائزة على جائزة نوبل في الآداب.

19
- جيمس غارنر، 86، ممثل أمريكي.
- ديفيد إيستون، 97، عالم سياسة كندي.

21
- طارق السحيمات، 77، وزير أردني.

28
- فوزية سلامة، 61، صحفية ومذيعة مصرية.

30
- خوليو غرندونا، 82، رئيس سابق للاتحاد الأرجنتيني لكرة القدم.

## وفيات أغسطس
1
- سعيد صالح، 76، ممثل مصري.

5
- خليل مرسي، 67 ممثل مصري.

8
- مناحيم غولان، 85، مخرج ومنتج إسرائيلي.

9
- أندري بال، 56، لاعب كرة قدم سوفييتي سابق.

11
- روبن ويليامز، 63، ممثل أمريكي.

12
- لورين باكال، 89، ممثلة أمريكية.

16
- مصطفى حسين، 79، رسام كاركاتير مصري.
- ممدوح فرج، 63، مصارع مصري.

17
- ميودراغ بافلوفيتش، 85، شاعر صربي.

19
- سميح القاسم، 75، شاعر فلسطيني.
- سيمين البهبهاني، 87، شاعرة إيرانية.
- جيمس فولي، 40، مصور أمريكي

21
- رائد العطار، 40، عسكري من قادة كتائب عز الدين القسام
- محمد أبو شمالة، 40، عسكري من قادة كتائب عز الدين القسام
- عبد المحسن سليم، 70، ممثل مصري

24
- ريتشارد أتينبورو، 90، ممثل بريطاني.
- ليونيد ستدانيك، 44، «أطول رجل في العالم» (أوكراني).

27
- أحمد سيف الإسلام عبد الفتاح، 63، ناشط سياسي مصري.
- فيكتور شتينجر، 79، كاتب أمريكي.

## وفيات سبتمبر
1
- مختار علي الزبير، 37، قائد حركة الشباب المجاهدين الصومالية.

2
- ستيفن سوتلوف، 31، صحفي أمريكي إسرائيلي

3
- أبو العز الحريري، 68، ناشط سياسي مصري.

7
- يوشيكو ياماغوتشي، 94، مغنية ومذيعة أخبار صينية يابانية

9
- حسان عبود، 35، القائد العام لحركة أحرار الشام

10
- أنتونيو غاريدو، 81، حكم كرة قدم برتغالي.
- إيميليو بوتين، 79، مصرفي إسباني.

12
- عاطف عبيد، 82، رئيس وزراء مصري سابق.
- أحمد رجب، 85، كاتب مصري .
- صالح المهدي، 89، موسيقي تونسي.

13
- سعيد مرزوق، 74، مخرج مصري.

15
- إسحاق حوفي، 87، رئيس سابق للموساد الإسرائيلي.

18
- هاني فحص، 68، رجل دين لبناني مجدد.

20
- تاكاكو دوي، 85، سياسية يابانية ورئيسة سابقة للحزب الاشتراكي الديمقراطي.

22
- يوسف عيد، 65، ممثل مصري.
- طاهر الأحسائي، 79، مطرب شعبي سعودي.
- فيرناندو كابريتا، 91، مدرب كرة قدم برتغالي.

25
- خالد صالح، 50، ممثل مصري.
- لاشين أبو شنب، 87، عضو مكتب الإرشاد لجماعة الإخوان المسلمين بمصر.

27
- عبد المجيد لكحل، 74، ممثل تونسي.

30
- مارتن بيرل، 87، عالم فيزياء أمريكي، حاز على جائزة نوبل للفيزياء.

## وفيات أكتوبر
3
- جان جاك مارسيل، 83، لاعب كرة قدم فرنسي.
- لوري ساندري، 65، مدرب كرة قدم برازيلي.

7
- زيجفريد لنس، 88، روائي ألماني.

11
- تيسير السعدي، 97، ممثل سوري.

17
- ماسارو إيموتو، 71، كاتب ياباني.

19
- سيرينا سحيم، 29، صحفية أمريكية

20
- أوسكار دي لا رينتا، 82، مصمم أزياء دومينيكاني.

23
- غلام أعظم، 91، هو زعيم سياسي بنغالي.

25
- جاك بروس، 71، موسيقي اسكتلندي.

28
- مايكل ساتا، 77، رئيس زامبيا.

29
- كلاس إنغيسون، 46، لاعب كرة قدم سويدي.

## وفيات نوفمبر
2
- محمد عبد الملك المتوكل، 72، مفكر وسياسي يمني.
- فليكو كاديفيتش، 88، قائد عسكري يوغوسلافي سابق.

3
- مريم فخر الدين، 81، ممثلة مصرية.
- عبد الأكرم السقا، 70، مفكر سوري

4
- ريتشارد شال، 86، ممثل أمريكي.

5
- جورج جرداق، 83، كاتب، وشاعر لبناني.
- عبد الوهاب المدب، 68، كاتب، وشاعر تونسي.

10
- معالي زايد، 61، ممثلة مصرية.

12
- وارن كلارك، 67، ممثل بريطاني.

13
- محمد خلف المزروعي، مستشار الثقافة والتراث بديوان الشيخ محمد بن زايد آل نهيان
- ألكسندر غروتينديك، 86، عالم رياضيات.
- ارماند فيجبنوم، 92، باحث أمريكي.

14
- مرتضى باشايي، 30، مغني إيراني.

15
- فاليري ميزاغ، 30، لاعب كرة قدم كاميروني.

16
- إيستر كونويل، 92، فيزيائية.

17
- روكورو نايا، 82، ممثل ياباني.
- إليا بانتيليتش، 72، لاعب كرة قدم يوغوسلافي.

18
- أحمد اللوزي، 89، رئيس وزراء أردني سابق.

19
- مايك نيكولز، 83، مخرج ومنتج أفلام أمريكي.
- غلام حسين مظلومي، 64، لاعب كرة قدم إيراني.

25
- عصام عبه جي، 73، ممثل سوري.

26
- صباح، 87، مطربة وممثلة لبنانية.

27
- بي دي جيمس، 94، كاتبة بريطانية.
- فيليب هيوز، 26، لاعب كريكت أسترالي.

28
- سعيد عقل، 102، شاعر لبناني.

30
- رضوى عاشور، 68، كاتبة مصرية.

## وفيات ديسمبر
2
- دون أندرسون، 81، عالم زلازل أمريكي.

3
- ناثانيال براندن، 84، عالم نفس أمريكي.

6
- لوك سومرز، 33، مصور وصحفي أمريكي.

7
- مانجو، 60، مغني إيطالي.
- عبد الله بها، 60، وزير مغربي.

9
- بلاغوي باونوفيتش، 67، لاعب كرة قدم صربي.

10
- زياد أبو عين، 55، سياسي فلسطيني.

15
- هارون مؤنس، 50، رجل دين متشدد إيراني.

16
- محمد البسطاوي، 60، ممثل تلفزيوني وسينمائي مغربي .
- نادر جلال، 73، مخرج سينمائي مصري.

18
- فيرنا ليسي، 78، ممثلة إيطالية.
- أنتي زانتيك، 78، لاعب كرة قدم يوغوسلافي.

21
- أودو يورغنز، 80، مغني نمساوي.
- مرتضى أحمدي، 90، مُمثل إيراني.

22
- عبد العزيز حجازي، 91، رئيس وزراء مصري سابق.
- جو كوكر، 70، مغني بريطاني.

27
- توماج شالامون، 73، شاعر سلوفيني.
- فاطمة عوام، 55، رياضية مغربية.
- كارل نيومان ديجلر، 93، هو مؤرخ أمريكي.
- شيندا خليل، 28، ممثلة سورية

28
- ميتشيو كوشي، 88، أكاديمي ياباني.

30
- محمود سعيد، 73، ممثل فلسطيني.